# Unione Polisportiva Comunale Graphistudio Tavagnacco 2011-2012
Questa voce raccoglie le informazioni riguardanti l'Unione Polisportiva Comunale Graphistudio Tavagnacco nelle competizioni ufficiali della stagione 2011-2012.

## Stagione
Nella stagione 2011-2012 l'U.P.C. Graphistudio Tavagnacco ha disputato la Serie A, massima serie del campionato italiano femminile di calcio, concludendo al terzo posto con 62 punti conquistati in 26 giornate, frutto di 19 vittorie, 5 pareggi e 2 sconfitte. Nella Coppa Italia è sceso in campo sin dal primo turno, dove ha eliminato il Graphistudio Pordenone. Dopo aver eliminato, in sequenza, il Chiasiellis, il Villanova e il Bardolino Verona, in semifinale trova il Brescia, futura vincitrice del torneo, che la elimina vincendo 2-1. All'inizio della stagione ha disputato la finale di Supercoppa italiana, venendo sconfitto dalla Torres per 2-1. Alla prima partecipazione alla UEFA Women's Champions League è sceso in campo a partire dai sedicesimi di finale, venendo subito eliminato dalle svedesi del LdB Malmö: nonostante la vittoria casalinga per 2-1, al ritorno il Graphistudio Tavagnacco è stato sconfitto per 5-0.

## Rosa
| N. |                   | Ruolo | Calciatrice         |
| -- | ----------------- | ----- | ------------------- |
|    | Italia (bandiera) | P     | Glenda De Monte     |
|    | Italia (bandiera) | P     | Chiara Marchitelli  |
|    | Italia (bandiera) | P     | Sabrina Tasselli    |
|    | Italia (bandiera) | D     | Giulia Basso        |
|    | Italia (bandiera) | D     | Stefania Donà       |
|    | Italia (bandiera) | D     | Michela Martinelli  |
|    | Italia (bandiera) | D     | Gioia Masia         |
|    | Italia (bandiera) | D     | Nenè Nhaga Bissoli  |
|    | Italia (bandiera) | D     | Michela Rodella     |
|    | Italia (bandiera) | D     | Maria Sorvillo      |
|    | Italia (bandiera) | C     | Veronica Bevilacqua |
|    | Italia (bandiera) | C     | Sara Bottaccin      |
|    | Italia (bandiera) | C     | Elisa Camporese     |

| N. |                   | Ruolo | Calciatrice           |
| -- | ----------------- | ----- | --------------------- |
|    | Italia (bandiera) | C     | Sara Di Filippo       |
|    | Italia (bandiera) | C     | Alice Parisi          |
|    | Italia (bandiera) | C     | Ambra Pochero         |
|    | Italia (bandiera) | C     | Laura Tommasella      |
|    | Italia (bandiera) | C     | Alessia Tuttino       |
|    | Italia (bandiera) | C     | Soraya Selene Vergale |
|    | Italia (bandiera) | A     | Tatiana Bonetti       |
|    | Italia (bandiera) | A     | Paola Brumana         |
|    | Italia (bandiera) | A     | Ilaria Mauro          |
|    | Italia (bandiera) | A     | Taina Orlandi         |
|    | Italia (bandiera) | A     | Penelope Riboldi      |
|    | Italia (bandiera) | A     | Alice Zitter          |
|    | Italia (bandiera) | A     | Maria Zuliani         |

## Calciomercato

### Sessione estiva
| Acquisti | Acquisti    | Acquisti | Acquisti   |
| R.       | Nome        | da       | Modalità   |
| -------- | ----------- | -------- | ---------- |
| D        | Gioia Masia | Roma CF  | svincolata |

| Cessioni | Cessioni | Cessioni | Cessioni |
| R.       | Nome     | a        | Modalità |
| -------- | -------- | -------- | -------- |
|          |          |          |          |

## Risultati

### Serie A

#### Girone di andata
| Arbitro: | Davide Ortona (Milano) |

|                  |           |                        |
| Coppola 25’, 82’ | Marcatori | 43’ Zuliani 62’ Parisi |

| Arbitro: | Federico Allegro (Padova) |

|                                         |           |  |
| Mauro 32’, 34’ Brumana 37’ Sorvillo 79’ | Marcatori |  |

| Arbitro: | Riccardo Turchet (Tortolì) |

|                              |           |                       |
| Bonetti 23’, 72’ Riboldi 43’ | Marcatori | 58’ (rig.) Gabbiadini |

| Arbitro: | Filippo Giglioli (Forlì) |

|           |           |               |
| Prost 33’ | Marcatori | 90’ Camporese |

| Arbitro: | Driss Abur Elkhayr (Conegliano) |

|                                                     |           |                             |
| Zuliani 35’, 70’ Riboldi 48’ Parisi 72’ Bonetti 78’ | Marcatori | 53’ Capovilla 90’ Squizzato |

| Arbitro: | Gianluca Bariola (Piacenza) |

|  |           |                           |
|  | Marcatori | 32’ Camporese 87’ Tuttino |

| Arbitro: | Marco Mezzarobba (Conegliano) |

|             |           |                    |
| Riboldi 63’ | Marcatori | 84’ (aut.) Bissoli |

| Arbitro: | Andrea Consalvo (Lanciano) |

|  |           |             |
|  | Marcatori | 19’ Riboldi |

| Arbitro: | Stefano Gosetto (Schio) |

|                                       |           |  |
| Camporese 17’ Brumana 76’ Zuliani 79’ | Marcatori |  |

| Arbitro: | Luca Antonello (Bassano del Grappa) |

|                              |           |  |
| Domenichetti 79’ Zanetti 81’ | Marcatori |  |

| Arbitro: | Nicolò Marini (Trieste) |

|                                                              |           |           |
| Mauro 8’ Brumana 25’, 61’, 77’ Zitter 69’ Bartoli 88’ (aut.) | Marcatori | 66’ Lucci |

| Firenze 28 gennaio 2012 12ª giornata | Torres                   | 0 – 0 referto | Graphistudio Tavagnacco | Sassari (Stadio Vanni Sanna spett.)\| Arbitro: \| Andrea Giudici (Legnano) \| |
| Arbitro:                             | Andrea Giudici (Legnano) |               |                         |                                                                               |

| Arbitro: | Tommaso Sattin (Rovigo) |

|                        |           |  |
| Parisi 77’ Bonetti 92’ | Marcatori |  |

#### Girone di ritorno
| Arbitro: | Davide Ortona (Milano) |

|                                             |           |             |
| Brumana 40’, 68’, 70’ Mauro 66’ Bonetti 73’ | Marcatori | 50’ Adegoke |

| Arbitro: | Gabriele Bertelli Giuseppe (Busto Arsizio) |

|                   |           |                                                    |
| Nasuti 75’ (rig.) | Marcatori | 26’, 81’ Brumana 35’ Mauro 61’ Riboldi 72’ Tuttino |

| Arbitro: | Niccolò Zizza (Finale Emilia) |

|                                             |           |                             |
| Gabbiadini 25’, 57’ Rocha 30’ Carissimi 82’ | Marcatori | 6’, 69’ Bonetti 20’ Brumana |

| Arbitro: | Marco Mezzarobba (Conegliano) |

|                                                  |           |  |
| Di Filippo 2’ Parisi 26’ Bonetti 43’ Riboldi 91’ | Marcatori |  |

| Arbitro: | Andrea Bendandi (Ravenna) |

|              |           |                |
| Chinello 17’ | Marcatori | 50’ Tommasella |

| Arbitro: | Fabio Cappelletto (Schio) |

|                                                   |           |                   |
| Camporese 5’, 27’, 68’ Di Filippo 42’ Bonetti 91’ | Marcatori | 74’ (rig.) Sodini |

| Arbitro: | Andrea Saggese (Rovereto) |

|  |           |                         |
|  | Marcatori | 42’ Riboldi 67’ Bonetti |

| Arbitro: | Driss Abur Elkhayr (Conegliano) |

|                                        |           |  |
| Brumana 4’, 43’ Parisi 52’ Riboldi 78’ | Marcatori |  |

| Arbitro: | Francesco Meraviglia (Pistoia) |

|  |           |                  |
|  | Marcatori | 28’, 76’ Riboldi |

| Arbitro: | Riccardo Turchet (Pordenone) |

|                                                                 |           |  |
| Camporese 36’ Parisi 40’ (rig.), 49’ (rig.) Di Filippo 74’, 93’ | Marcatori |  |

| Arbitro: | Gianmarco Capezzi (San Giovanni Valdarno) |

|           |           |                                                        |
| Volpi 70’ | Marcatori | 3’ Parisi 6’, 60’ Brumana 12’, 35’ Riboldi 79’ Bonetti |

| Arbitro: | Stefano Bortoluzzi (San Donà di Piave) |

|                                |           |  |
| Manieri 48’ (aut.) Brumana 63’ | Marcatori |  |

| Arbitro: | Francesco Savalla (Novara) |

|             |           |                                                       |
| Laddaga 71’ | Marcatori | 1’ Riboldi 8’ Sorvillo 23’ Camporese 43’ Alice Parisi |

### Coppa Italia
| Pordenone 22 settembre 2011, ore 20:30 CEST Primo turno                                       | Pordenone | 1 – 8 referto                                     | Graphistudio Tavagnacco | Stadio Ottavio Bottecchia |
| \| \| \| \| \| De Val ?’ \| Marcatori \| ?’, ?’, ?’, ?’, ?’ Brumana ?’, ?’ Mauro ?’ Parisi \| |           |                                                   |                         |                           |
|                                                                                               |           |                                                   |                         |                           |
| De Val ?’                                                                                     | Marcatori | ?’, ?’, ?’, ?’, ?’ Brumana ?’, ?’ Mauro ?’ Parisi |                         |                           |

| Arbitro: | Nicolò Marini (Trieste) |

|  |           |                            |
|  | Marcatori | 41’, 71’ Brumana 62’ Mauro |

| Tavagnacco 22 dicembre 2011, ore 20:30 CET Ottavi di finale                                      | Graphistudio Tavagnacco | 7 – 0 referto | Union Villanova | Stadio comunale |
| \| \| \| \| \| Riboldi 19’, 34’ Brumana 30’, 2t’, 2t’ Zuliani 47’ Bonetti 2t’ \| Marcatori \| \| |                         |               |                 |                 |
|                                                                                                  |                         |               |                 |                 |
| Riboldi 19’, 34’ Brumana 30’, 2t’, 2t’ Zuliani 47’ Bonetti 2t’                                   | Marcatori               |               |                 |                 |

| Arbitro: | Massimo Salvalaglio (Legnano) |

|                          |           |                                               |
| Di Criscio 2t’ Rocha 2t’ | Marcatori | 17’ Bonetti 2t’ Parisi 2t’ Sorvillo 82’ Mauro |

| Arbitro: | Bruni (Fermo) |

|                   |           |                   |
| Parisi 87’ (rig.) | Marcatori | 17’, 59’ Sabatino |

### UEFA Women's Champions League
| Arbitro: | Christine Baitinger |

|                           |           |             |
| Riboldi 32’ Camporese 44’ | Marcatori | 89’ Fischer |

| Arbitro: | Alexandra Ihringova |

|                                                       |           |  |
| Gunnarsdóttir 13’, 67’ Melis 21’, 81’ Wilhelmsson 62’ | Marcatori |  |

### Supercoppa italiana
| Arbitro: | Alessandro Colinucci (Cesena) |

|                |           |             |
| Panico 16’ 26’ | Marcatori | 46’ Brumana |

## Statistiche

### Statistiche di squadra
| Competizione        | Punti | In casa | In casa | In casa | In casa | In casa | In casa | In trasferta | In trasferta | In trasferta | In trasferta | In trasferta | In trasferta | Totale | Totale | Totale | Totale | Totale | Totale | DR  |
| Competizione        | Punti | G       | V       | N       | P       | Gf      | Gs      | G            | V            | N            | P            | Gf           | Gs           | G      | V      | N      | P      | Gf     | Gs     | DR  |
| ------------------- | ----- | ------- | ------- | ------- | ------- | ------- | ------- | ------------ | ------------ | ------------ | ------------ | ------------ | ------------ | ------ | ------ | ------ | ------ | ------ | ------ | --- |
| Serie A             | 62    | 13      | 8       | 4       | 1       | 30      | 9       | 13           | 11           | 1            | 1            | 48           | 11           | 26     | 19     | 5      | 2      | 78     | 20     | +58 |
| Coppa Italia        | -     | 2       | 1       | 0       | 1       | 8       | 2       | 3            | 3            | 0            | 0            | 15           | 3            | 5      | 4      | 0      | 1      | 23     | 5      | +18 |
| Champions League    | -     | 1       | 1       | 0       | 0       | 2       | 1       | 1            | 0            | 0            | 1            | 0            | 5            | 2      | 1      | 0      | 1      | 2      | 6      | -4  |
| Supercoppa italiana | -     | -       | -       | -       | -       | -       | -       | -            | -            | -            | -            | -            | -            | 1      | 0      | 0      | 1      | 1      | 2      | -1  |
| Totale              | -     | 16      | 10      | 4       | 2       | 40      | 12      | 17           | 14           | 1            | 2            | 63           | 19           | 34     | 24     | 5      | 5      | 104    | 33     | +71 |

### Statistiche delle giocatrici
Presenze e reti.
| Giocatore      | Serie A  | Serie A | Serie A     | Serie A    | Coppa Italia | Coppa Italia | Coppa Italia | Coppa Italia | Champions League | Champions League | Champions League | Champions League | Supercoppa italiana | Supercoppa italiana | Supercoppa italiana | Supercoppa italiana | Totale   | Totale | Totale      | Totale     |
| Giocatore      | Presenze | Reti    | Ammonizioni | Espulsioni | Presenze     | Reti         | Ammonizioni  | Espulsioni   | Presenze         | Reti             | Ammonizioni      | Espulsioni       | Presenze            | Reti                | Ammonizioni         | Espulsioni          | Presenze | Reti   | Ammonizioni | Espulsioni |
| -------------- | -------- | ------- | ----------- | ---------- | ------------ | ------------ | ------------ | ------------ | ---------------- | ---------------- | ---------------- | ---------------- | ------------------- | ------------------- | ------------------- | ------------------- | -------- | ------ | ----------- | ---------- |
| G. Basso       | 0        | 0       | 0           | 0          | ?            | ?            | ?            | ?            | -                | -                | -                | -                | -                   | -                   | -                   | -                   | 0+       | 0+     | 0+          | 0+         |
| V. Bevilacqua  | 0        | 0       | 0           | 0          | ?            | ?            | ?            | ?            | -                | -                | -                | -                | -                   | -                   | -                   | -                   | 0+       | 0+     | 0+          | 0+         |
| N.N. Bissoli   | 21       | 0       | 0           | 0          | ?            | ?            | ?            | ?            | 1                | 0                | 0                | 0                | 0                   | 0                   | 0                   | 0                   | 22+      | 0+     | 0+          | 0+         |
| T. Bonetti     | 26       | 11      | 3           | 0          | ?            | 2            | ?            | ?            | 2                | 0                | 0                | 0                | 0                   | 0                   | 0                   | 0                   | 28+      | 13     | 3+          | 0+         |
| S. Bottaccin   | 0        | 0       | 0           | 0          | ?            | ?            | ?            | ?            | -                | -                | -                | -                | -                   | -                   | -                   | -                   | 0+       | 0+     | 0+          | 0+         |
| P. Brumana     | 22       | 16      | 0           | 1          | ?            | 10           | ?            | ?            | 2                | 0                | 1                | 0                | 1                   | 1                   | 0                   | 0                   | 25+      | 27     | 1+          | 1+         |
| E. Camporese   | 24       | 8       | 3           | 0          | ?            | ?            | ?            | ?            | 2                | 1                | 1                | 0                | 1                   | 0                   | 0                   | 0                   | 27+      | 9+     | 4+          | 0+         |
| G. De Monte    | 0        | 0       | 0           | 0          | ?            | ?            | ?            | ?            | -                | -                | -                | -                | -                   | -                   | -                   | -                   | 0+       | 0+     | 0+          | 0+         |
| S. Di Filippo  | 17       | 4       | 0           | 0          | ?            | ?            | ?            | ?            | 1                | 0                | 0                | 0                | 1                   | 0                   | 0                   | 0                   | 19+      | 4+     | 0+          | 0+         |
| S. Donà        | 12       | 0       | 0           | 0          | ?            | ?            | ?            | ?            | 0                | 0                | 0                | 0                | 0                   | 0                   | 0                   | 0                   | 12+      | 0+     | 0+          | 0+         |
| C. Marchitelli | 25       | -18     | 0           | 0          | ?            | ?            | ?            | ?            | 2                | -6               | 0                | 0                | 1                   | -2                  | 0                   | 0                   | 28+      | -26+   | 0+          | 0+         |
| M. Martinelli  | 18       | 0       | 0           | 0          | ?            | ?            | ?            | ?            | 1                | 0                | 0                | 0                | 1                   | 0                   | 0                   | 0                   | 20+      | 0+     | 0+          | 0+         |
| G. Masia       | 12       | 0       | 0           | 0          | ?            | ?            | ?            | ?            | 2                | 0                | 0                | 0                | 1                   | 0                   | 0                   | 0                   | 15+      | 0+     | 0+          | 0+         |
| I. Mauro       | 14       | 5       | 0           | 0          | ?            | 4            | ?            | ?            | 2                | 0                | 0                | 0                | 1                   | 0                   | 0                   | 0                   | 17+      | 9      | 0+          | 0+         |
| T. Orlandi     | 2        | 0       | 0           | 0          | ?            | ?            | ?            | ?            | -                | -                | -                | -                | -                   | -                   | -                   | -                   | 2+       | 0+     | 0+          | 0+         |
| A. Parisi      | 24       | 9       | 6           | 0          | ?            | 3            | ?            | ?            | 2                | 0                | 1                | 0                | 1                   | 0                   | 0                   | 0                   | 27+      | 12     | 7+          | 0+         |
| A. Pochero     | 1        | 0       | 0           | 0          | ?            | ?            | ?            | ?            | -                | -                | -                | -                | -                   | -                   | -                   | -                   | 1+       | 0+     | 0+          | 0+         |
| P. Riboldi     | 25       | 13      | 2           | 0          | ?            | 2            | ?            | ?            | 2                | 1                | 0                | 0                | 1                   | 0                   | 0                   | 0                   | 28+      | 16     | 2+          | 0+         |
| M. Rodella     | 24       | 0       | 3           | 1          | ?            | ?            | ?            | ?            | 2                | 0                | 0                | 0                | 1                   | 0                   | 0                   | 0                   | 27+      | 0+     | 3+          | 1+         |
| M. Sorvillo    | 21       | 2       | 3           | 0          | ?            | 1            | ?            | ?            | 2                | 0                | 0                | 0                | 1                   | 0                   | 0                   | 0                   | 24+      | 3      | 3+          | 0+         |
| S. Tasselli    | 5        | -2      | 0           | 0          | ?            | ?            | ?            | ?            | 0                | 0                | 0                | 0                | 0                   | 0                   | 0                   | 0                   | 5+       | -2+    | 0+          | 0+         |
| L. Tommasella  | 16       | 1       | 3           | 0          | ?            | ?            | ?            | ?            | 0                | 0                | 0                | 0                | 0                   | 0                   | 0                   | 0                   | 16+      | 1+     | 3+          | 0+         |
| A. Tuttino     | 25       | 2       | 5           | 0          | ?            | ?            | ?            | ?            | 2                | 0                | 0                | 0                | 1                   | 0                   | 0                   | 0                   | 28+      | 2+     | 5+          | 0+         |
| S. S. Vergale  | 0        | 0       | 0           | 0          | ?            | ?            | ?            | ?            | -                | -                | -                | -                | -                   | -                   | -                   | -                   | 0+       | 0+     | 0+          | 0+         |
| A. Zitter      | 8        | 1       | 0           | 0          | ?            | ?            | ?            | ?            | 1                | 0                | 0                | 0                | -                   | -                   | -                   | -                   | 9+       | 1+     | 0+          | 0+         |
| M. Zuliani     | 13       | 4       | 0           | 0          | ?            | 1            | ?            | ?            | 1                | 0                | 0                | 0                | -                   | -                   | -                   | -                   | 14+      | 5      | 0+          | 0+         |